# Негославіце (Єнджейовський повіт)
Негославіце (пол. Niegosławice) — село в Польщі, у гміні Водзіслав Єнджейовського повіту Свентокшиського воєводства.
Населення — 318 осіб (2011).
У 1975-1998 роках село належало до Келецького воєводства.

## Демографія
Демографічна структура на день 31 березня 2011 року:
|          | Загалом | Допрацездатний вік | Працездатний вік | Постпрацездатний вік |
| -------- | ------- | ------------------ | ---------------- | -------------------- |
| Чоловіки | 156     | 25                 | 109              | 22                   |
| Жінки    | 162     | 22                 | 88               | 52                   |
| Разом    | 318     | 47                 | 197              | 74                   |